# Erik Seidenfaden
Erik Seidenfaden (født 24. april 1910 i Hasle, død 13. april 1990) var en dansk journalist, korrespondent og avisredaktør, bror til diplomaten Gunnar Seidenfaden (1908-2001) og far til avisredaktøren Tøger Seidenfaden (1957-2011).
Seidenfadens forældre var politidirektør Aage Valdemar Seidenfaden (1877-1966) og Anna Elise Reenberg Teilmann Harck (1887-1928).

## Karriere
Seidenfaden blev student fra Sorø Akademi 1928. Derefter læste han til journalist og fik en del af journalistuddannelsen i Frankrig. Han begyndte at arbejdede ved Dagens Nyheder fra 1931 som assistent for avisens udlandskorrespondent Nicolaj Blædel (1882-1943), om hvem der blev sagt, at han havde vaccineret danskerne mod nazismen. Senere, i 1945, kom Erik Seidenfaden til at redigere og udgive Blædels værk Forbrydelse og Dumhed. Seidenfaden var korrespondent i London for Berlingske Tidende 1935-37, og da den Spanske borgerkrig brød ud i juli 1936 rapporterede han fra fronten på regeringens side. I 1937 udgav han bogen Borgerkrig i Spanien og blev redaktionssekretær ved Politiken. Han var avisens korrespondent i Rom fra 1940 og i Stockholm fra 1943.
Da Danmark blev besat den 9. april 1940, var Erik Seidenfaden i Oslo for at rapportere om de allieredes operationer for at anlægge minefelt i norske farvande. Efter den tyske invasion nåede han fronten ved Trondheim via Sverige, men efter tilbagetrækning af den engelsk-franske ekspeditionsstyrke vendte han tilbage til København, dog kun efter at være blevet tilbudt en stilling som korrespondent i Rom for at dække det på det tidspunkt endnu neutrale Italien. Efter Italien gik ind i krigen i begyndelsen af juni 1940 vendte han tilbage til Danmark og begyndte at blive aktiv i illegale kredse. Da den britiske militære efterretningstjenesteorganisation SOE-Special Operations Executive i deres første mission i Danmark sendte Carl Johan Bruhn (1904-1941) og Mogens Hammer (1911-1946) ned med faldskærm ved Haslev den 27. december 1941 (Bruhn døde), fik de to kontaktpersoner, de troede, ville være parat til at hjælpe dem. Den ene nægtede, og den anden var Erik Seidenfaden. Hammer fik husly hjemme hos Politikens bestyrelsesmedlem Herman Dedichen (1896-1958). Da Seidenfaden fornemmede i slutningen af 1942 at han kunne blive fanget, lykkedes det ham i januar 1943 at blive sendt til Stockholm som korrespondent for Politiken. Der blev han pressechef på Dansk Pressetjeneste, hvor han sørgede for, at nyheder fra Danmark blev videresendt til BBC i London. Hertil fik han hjælp fra sin bror, Gunnar Seidenfaden (1908-2001) der arbejdede i Udenrigsministeriet, og sin fader, Aage Valdemar Seidenfaden (1877-1966), der på det tidspunkt var politimester i Københavns nordre birk, og som i 1944 blev leder af det illegale netværk på omkring 6,000 politifolk, som tilførtes modstandsbevægelsen. I Stockholm skabte Erik Seidenfaden tætte bånd til SOEs chef Ronald Turnbull (1914-2004) og blev SOE-agent nr. 4388 med rang af officer. I efteråret 1943 i Stockholm udgav Tor Bonnier (1883-1976) ved Albert Bonnier Förlag bogen Hitler Beskyddar Danmark, hvor Erik Seidenfaden - under pseudonymet Erik Ring - bl.a. forsøgte at informere de allierede om situationen i det besatte Danmark, hvor den siddende regering ikke var en marionet for den tyske besættelsesmagt, selv om den opførte sig som en. I en forkortet udgave blev bogen ulovligt distribueret i det besatte Danmark.
Han var blevet stillet i udsigt, at han efter krigen kunne indtage chefredaktørstolen på Politiken, men en afstemning blandt bladets medarbejdere viste mistillid til Seidenfaden og loyalitet over for den siddende redaktør Niels Hasager. Politiken havde støttet samarbejdspolitikken, og avisens medarbejdere ønskede ikke en tidligere modstandsmand som chef.
I stedet blev han af Børge Outze hentet til Dagbladet Information, hvor han var redaktør 1946-65. Han var tillige redaktør af tidsskriftet Fremtiden 1945-68. I 1966 tiltrådte han stillingen som direktør for Det danske Studenterhus i Paris og var samtidig korrespondent i Paris for Radioavisen, Berlingske Tidende (fra 1967) og The Times i London. Først i 1981 lykkedes det Politikens daværende chefredaktør, Herbert Pundik, ved Erling Bjøls mellemkomst, at lokke Seidenfaden tilbage til sin gamle avis som udenrigskorrespondent i Frankrig.
Erik Seidenfaden var medlem af The Council of The International Institute for Strategic Studies, London, af bestyrelsen for Det Udenrigspolitiske Selskab, den selvejende institution Information til 1967 og repræsentantskabet for Foreningen Norden. Han var desuden ledende senior i Studenterforeningen i København 1964-65 samt medlem af administrationsrådet for la Cité Internationale de l'Université de Paris 1969-71 og fra 1974. Udnævnelser: Member of the Order of the British Empire 1946, ridder af Dannebrog 1974, ridder af 1. grad 1982.

## Familie
Han blev gift den 11. september 1935 med Jytte Kaastrup-Olsen (19. marts 1913 - 21. december 2007), datter af grosserer og belysningsarmaturfabrikant Sophus Kaastrup Olsen (1885-1937), ejer af Louis Poulsen, og hustru Ebba f. Poupliér (1884-1968), og parret fik børnene Annelise Seidenfaden (1937-2025), Ebba Merethe "Snu" Seidenfaden (1940-1980). Ægteskabet blev ophævet 1951. Hun giftede sig senere med Tor Bonnier fra den svenske nyhedskoncern.
I sit andet ægteskab, indgået den 22. oktober 1953 med teologen Lone Knutzon (20. august 1923 – 25. april 1978), datter af sceneinstruktør Per Knutzon og hustru Jenny f. Larsen, fødtes sønnen Tøger Seidenfaden (1957-2011), som senere blev chefredaktør for Politiken.
Erik Seidenfaden døde 1990 og er begravet på Ordrup Kirkegård.